# Martin Pröll
Martin Pröll, född 21 mars 1981, är en friidrottare från Österrike. Han deltog vid olympiska sommarspelen 2004.